# Peter Jordan (Agronom)

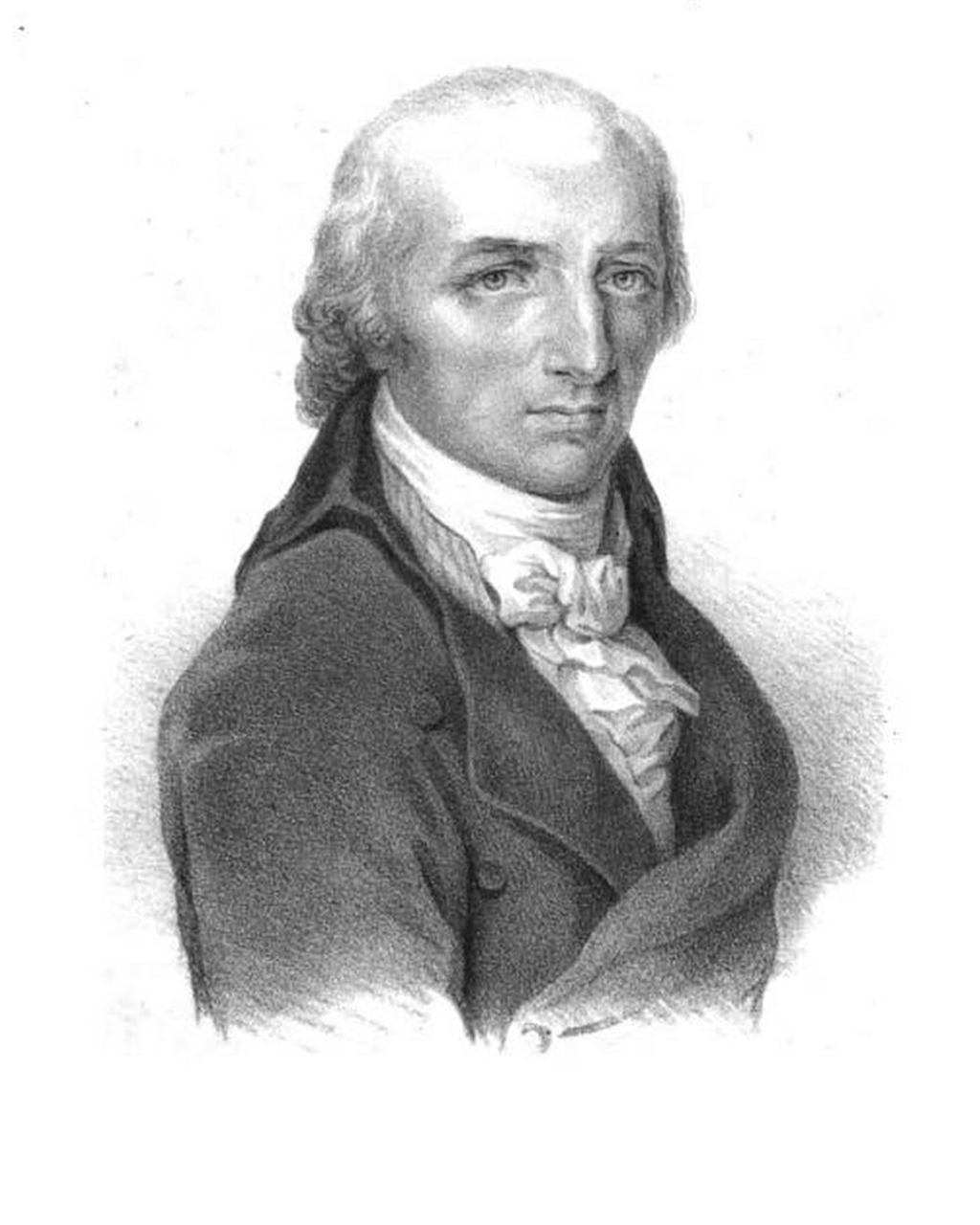
Peter Jordan

Peter Jordan (* 2. Februar 1751 in Sellrain, Tirol; † 6. Juli 1827 in Wien) war ein österreichischer Agrarwissenschaftler.
Peter Jordan, der an den Universitäten Göttingen und Wien Medizin und Naturwissenschaften studierte, war ab 1783 Professor für allgemeine Naturgeschichte in Wien. Seine Verdienste liegen in der wissenschaftlichen Auseinandersetzung mit der Landwirtschaft als erster in der Habsburgermonarchie. Zu dem Thema hielt er auch erstmals Vorlesungen ab. Ab 1806 wurde er zum Direktor der kaiserlichen Güter in Vösendorf und Laxenburg bestellt. Besonders beschäftigte er sich mit der Rinderzucht und mit der Entwicklung landwirtschaftlicher Geräte. 
In Wien schloss er sich dem Illuminatenorden und dem Bund der Freimaurer in den Logen Zur wahren Eintracht und Zur Wahrheit an.
Ihm zu Ehren ist seit 1904 die Peter-Jordan-Straße in Wien-Döbling benannt, wo auch ein Teil der Universität für Bodenkultur beheimatet ist.